# Florencio Olvera Ochoa
Florencio Olvera Ochoa (* 12. Oktober 1933 in Tequisquiapan, Querétaro (Bundesstaat); † 20. Dezember 2020 ebenda) war ein mexikanischer Geistlicher und römisch-katholischer Bischof von Cuernavaca.

## Leben
Ricardo Guízar Díaz studierte von 1952 bis 1955 Philosophie im Seminar von Querétaro und Theologie von 1955 bis 1959 an der Päpstlichen Universität Gregoriana in Rom, wo er am 26. Oktober 1958 die Priesterweihe für das Bistum Querétaro empfing. Ab 1959 unterrichtete er am Hauptseminar von Querétaro und war Vikar in der Pfarrei Divina Pastora und Pfarrei San Juan del Río. Von 1960 bis 1965 war er Präfekt und seit 1967 Spiritual des Seminars. 1971 wurde er zunächst Vizerektor, danach Rektor des Priesterseminars von Querétaro. Er war auch Präsident der Organisation der Seminare von Mexiko (Osmex). 1980 wurde er zum Rektor des Päpstlichen Mexikanischen Kollegiums in Rom ernannt. Nach seiner Rückkehr nach Mexiko wurde er 1983 zum Bischofsvikar und 1984 zum Generalvikar der Diözese Querétaro ernannt.
Papst Johannes Paul II. ernannte ihn am 19. Oktober 1992 zum Bischof von Tabasco. Der Apostolische Nuntius in Mexiko, Erzbischof Girolamo Prigione, spendete ihm am 30. November desselben Jahres die Bischofsweihe; Mitkonsekratoren waren Rafael García González, Bischof von León, und Mario de Gasperín Gasperín, Bischof von Querétaro.
Am 22. Februar 2002 wurde er zum Bischof von Cuernavaca ernannt. Am 10. Juli 2009 nahm Papst Benedikt XVI. sein aus Altersgründen vorgebrachtes Rücktrittsgesuch an.